# Casa nova de Serrapinyana
Casa nova de Serrapinyana és una masia del municipi d'Avià inclosa en l'Inventari del Patrimoni Arquitectònic de Catalunya.

## Descripció
Masia orientada a migdia de tres crugies coberta a dues aigües amb teula àrab. La façana està feta amb pedres i maó després pintat de blanc. Està estructurada en planta baixa i dos pisos. Les obertures són allindanades, de petites dimensions, algunes amb ampits de pedra. Destaca la balconada que sobresurt força sobre l'entrada principal, quasi a manera de pòrtic. Al costat hi ha una construcció annexa, un cobert fet a base de petites pedres unides amb morter i cobert a una aigua amb teula àrab. La zona davantera del cobert està tapada amb moltes planxes de fusta de diverses mides.
Al costat esquerre hi ha altres construccions annexes, una pallissa de dos pisos amb diversos cossos de grans dimensions. Està coberta a dues aigües amb teula àrab i completament descoberta per la zona davantera.

## Història
A la llinda de la porta hi ha una data pràcticament esborrada, possiblement 1728. En trobem una altra en un dels pilars que sustenten el porxo, aquesta és 1767. Al seu interior es conserva un forn.